# Mantidactylus curtus
Mantidactylus curtus é uma espécie de anfíbio da família Mantellidae.
É endémica de Madagáscar.
Os seus habitats naturais são: florestas subtropicais ou tropicais húmidas de baixa altitude, regiões subtropicais ou tropicais húmidas de alta altitude, matagal tropical ou subtropical de alta altitude, campos de altitude subtropicais ou tropicais, rios, rios intermitentes, terras aráveis, pastagens, jardins rurais e florestas secundárias altamente degradadas.